# Magma (álbum de Magma)
Magma (também conhecido por Kobaïa) é um álbum da banda homônima Magma, lançado como álbum duplo em 1970.  No decorrer do álbum, a banda conta a história de um grupo de pessoas que fogem de uma terra condenada e se estabelecem num planeta fictício chamado Kobaïa.

## Lista de músicas

### Lado A
1. Kobaïa (Christian Vander) – 10:15
2. Aïna (Vander) – 6:15
3. Malaria (Vander) – 4:20

### Lado B
1. Sohïa (Teddy Lasry) – 7:00
2. Sckxyss (François Cahen) – 3:47
3. Auraë (Vander) – 10:55

### Lado C
1. Thaud Zaïa (Claude Engel) – 7:00
2. Nau Ektila (Laurent Thibault) – 12:55

### Lado D
1. Stoah (Vander) – 8:05
2. Muh (Vander) – 11:13

## Créditos

### Execução
- Christian Vander – bateria, vocal
- Claude Engel – guitarras, flauta, vocal
- Francis Moze – baixo, contrabaixo
- François Cahen – piano
- Teddy Lasry – sax soprano, flauta
- Richard Raux – sax alto e tenor, flauta
- Alain "Paco" Charlery – trompete, percussão
- Klaus Basquiz – vocal

### Produção
- Claude Martelot – engenheiro de áudio
- Laurent Thibault – produtor
- Lee Hallyday – supervisor de produção
- Louis Haig Sarkissian – gerente de palco
- M.J.Petit – make-up
- Marcel Engel – assistente técnico
- Roger Roche – engenheiro